# Мавэй
Мавэ́й (кит. упр. 马尾, пиньинь Mǎwěi) — район городского подчинения городского округа Фучжоу провинции Фуцзянь (КНР).

## История
Исторически это были земли уезда Миньхоу. В 1913 году здесь был образован посёлок Мацзян (马江镇). В 1951 году он был переименован в Мавэй (马尾镇).
В 1958 году эти земли были переданы из уезда Миньхоу под юрисдикцию властей Фучжоу, и вошли в состав Пригородного района (郊区). В 1982 году из Пригородного района был выделен район Мавэй.

## Административное деление
Район делится на 1 уличный комитет и 3 посёлка.